# Vineland (Minnesota)
Vineland è un census-designated place (CDP) degli Stati Uniti d'America, situato nello stato del Minnesota, nella contea di Mille Lacs.